# Stefano Borgonovo
Stefano Borgonovo (ur. 17 marca 1964 w Giussano, zm. 27 czerwca 2013 tamże) – włoski piłkarz grający na pozycji napastnika.

## Kariera klubowa
Karierę piłkarską Borgonovo rozpoczął w klubie Como Calcio i w sezonie 1981/1982 zadebiutował w Serie A. Był to jego jedyny występ w tamtym sezonie, a Como spadło do Serie B. W drugiej lidze Włoch Stefano w barwach Como grał przez dwa lata, a w 1984 roku został wypożycozny do drużyny S.S. Sambenedettese Calcio. Zdobył dla niej 13 bramek w sezonie 1984/1985, a następnie wrócił do Como, które awansowało do Serie A. W 1986 roku został sprzedany do Milanu, ale wypożyczono go do Como i w drużynie „Lariani” grał do lata 1988 roku.
Kolejnym klubem w karierze Borgonovo była ACF Fiorentina. W sezonie 1988/1989 Borgonovo był podstawowym zawodnikiem „Violi” i stworzył w niej bramkostrzelny atak z Roberto Baggio. Baggio zdobył 15 bramek, a Stefano zaliczył 14 trafień w Serie A. W 1989 Borgonovo powrócił do Milanu, z którym został wicemistrzem kraju. Nie zdołał jednak przebić się do podstawowego składu i był rezerwowym dla Marco van Bastena i Daniele Massaro. W 1990 roku ponownie został piłkarzem Fiorentiny, jednak nie grał w niej już w podstawowym składzie.
W 1992 roku Borgonovo odszedł do Pescary Calcio. W sezonie 1992/1993 był najlepszym strzelcem Pescary zdobywając 8 goli, ale klub ten został zdegradowany do Serie B. Na początku 1994 roku Stefano odszedł do Udinese Calcio, a w 1994 roku był wypożyczony do Brescii Calcio. Karierę zakończył w 1996 roku jako gracz Udinese.
| Sezon   | Klub                       | Kraj   | Rozgrywki | Mecze | Bramki |
| ------- | -------------------------- | ------ | --------- | ----- | ------ |
| 1981/82 | Como Calcio                | Włochy | Serie A   | 1     | 0      |
| 1982/83 | Como Calcio                | Włochy | Serie B   | 17    | 1      |
| 1983/84 | Como Calcio                | Włochy | Serie B   | 16    | 2      |
| 1984/85 | S.S. Sambenedettese Calcio | Włochy | Serie B   | 33    | 13     |
| 1985/86 | Como Calcio                | Włochy | Serie A   | 29    | 10     |
| 1986/87 | Como Calcio                | Włochy | Serie A   | 18    | 2      |
| 1987/88 | Como Calcio                | Włochy | Serie A   | 15    | 1      |
| 1988/89 | AC Fiorentina              | Włochy | Serie A   | 30    | 14     |
| 1989/90 | A.C. Milan                 | Włochy | Serie A   | 13    | 2      |
| 1990/91 | AC Fiorentina              | Włochy | Serie A   | 23    | 1      |
| 1991/92 | AC Fiorentina              | Włochy | Serie A   | 14    | 3      |
| 1992/93 | Delfino Pescara 1936       | Włochy | Serie A   | 28    | 9      |
| 1993/94 | Delfino Pescara 1936       | Włochy | Serie B   | 7     | 2      |
| 1993/94 | Udinese Calcio             | Włochy | Serie A   | 12    | 5      |
| 1994/95 | Brescia Calcio             | Włochy | Serie A   | 14    | 0      |
| 1995/96 | Udinese Calcio             | Włochy | Serie A   | 7     | 0      |

## Kariera reprezentacyjna
W latach 1985–1986 Borgonovo zaliczył trzy mecze i zdobył jedną bramkę w reprezentacji Włoch U-21. Z kolei 22 lutego 1989 zadebiutował w pierwszej reprezentacji Włoch w wygranym 1:0 towarzyskim meczu z Danią, gdy w 74. minucie zmienił Gianlukę Viallego. W kadrze „Squadra Azzurra” rozegrał łącznie trzy spotkania.

## Choroba
5 września 2008 ogłoszono, iż Borgonovo cierpi na chorobę stwardnienie zanikowe boczne, zwane w skrócie ALS. To właśnie po tej chorobie zmarli inny włoski piłkarz Gianluca Signorini w 2002 roku i Polak Krzysztof Nowak w 2005 roku.
8 października 2008 na Stadio Artemio Franchi we Florencji rozegrano mecz pomiędzy Fiorentiną a Milanem. Dochód ze spotkania przeznaczono na leczenie Borgonovo, który pojawił się na meczu na wózku inwalidzkim, a pomagał mu kolega z boiska, Roberto Baggio.
W swojej wydanej w 2010 roku autobiografii, Carlo Ancelotti: „Piękne Występy Zwykłego Geniusza: Życie, Mecze i Cudy Zwykłego Geniusza”, manager Chelsea, Carlo Ancelotti wypowiedział się na temat choroby, która nękała jego byłego kolegę z drużyny, mówiąc: „Stefano był moim kolegą i ma problem. Wszyscy musimy mu pomóc, ponieważ gdzieś może istnieć lekarstwo na tę chorobę, ale musimy działać szybko, bo jego stan nie jest dobry. Nie może się poruszać, musi się porozumiewać za pomocą oczu. Strzelił bramkę w półfinale Pucharu Europy w 1990 przeciwko Bayernowi i dobrze sobie radził pod polem karnym rywala. Nie był specjalnie szybki, ale niesamowicie sprytny. To świetny gość, bardzo zabawny, lubi żartować, nawet teraz, gdy cierpi na bardzo groźną chorobę.”
Zmarł 27 czerwca 2013.